# Голованов, Владимир Борисович
Владимир Борисович Голованов (1924—1997) — специалист в области управления противокорабельным ракетным оружием, лауреат Государственной премии СССР (1983).
Окончил Ленинградский институт авиационного приборостроения (ныне - ГУАП) по специальности «Радиотехника» (1949).
С 1953 по 1994 год работал в ЦНИИ «Гранит»: старший инженер (1953), ведущий инженер (1958), зам. начальника лаборатории (1962), начальник комплексной лаборатории по новой тематике (1963), начальник технологического отдела (сектора) (1969), ведущий научный сотрудник (1987).
Зам. главного конструктора  корабельной и бортовой аппаратуры систем управления «Аргумент-Антей», «Аргон» (1956-1963). Зам. научного руководителя НИР «Утро-2».
Главный конструктор системы управления и наведения противокорабельного крылатого комплекса П-50 / П-700 Гранит - SS-N-19 SHIPWRECK (1969-1973).
Кандидат технических наук (1958), учёное звание — старший научный сотрудник.
Автор печатных работ, имеет авторские свидетельства на изобретения.
Лауреат Государственной премии СССР (1983). Награждён орденом Трудового Красного Знамени.